# Seznam medailistů na letních olympijských hrách v běhu na 5 000 m
Historický přehled medailistů v běhu na 5000 m na Letních olympijských hrách:

## Medailisté

### Muži
Od roku 1912
| Rok  | Místo          | Zlato              | Výkon vítěze  | Stříbro           | Bronz                   |
| ---- | -------------- | ------------------ | ------------- | ----------------- | ----------------------- |
| 1912 | Stockholm      | Hannes Kolehmainen | 14:36,6       | Jean Bouin        | George Hutson           |
| 1920 | Antverpy       | Joseph Guillemot   | 14:55,6       | Paavo Nurmi       | Eric Backman            |
| 1924 | Paříž          | Paavo Nurmi        | 14:31,2       | Ville Ritola      | Edvin Wide              |
| 1928 | Amsterodam     | Ville Ritola       | 14:38,0       | Paavo Nurmi       | Edvin Wide              |
| 1932 | Los Angeles    | Lauri Lehtinen     | 14:30,0       | Ralph Hill        | Lauri Virtanen          |
| 1936 | Berlín         | Gunnar Höckert     | 14:22,2       | Lauri Lehtinen    | Henry Jonsson           |
| 1948 | Londýn         | Gaston Reiff       | 14:17,6       | Emil Zátopek      | Willem Slijkhuis        |
| 1952 | Helsinky       | Emil Zátopek       | 14:06,6       | Alain Mimoun      | Herbert Schade          |
| 1956 | Melbourne      | Volodymyr Kuc      | 13:39,6       | Gordon Pirie      | Derek Ibbotson          |
| 1960 | Řím            | Murray Halberg     | 13:43,4       | Hans Grodotzki    | Kazimierz Zimny         |
| 1964 | Tokio          | Robert Schul       | 13:48,8       | Harald Norpoth    | William Dellinger       |
| 1968 | Mexico City    | Mohammed Gammoudi  | 14:05,0       | Kipchoge Keino    | Naftali Temu            |
| 1972 | Mnichov        | Lasse Virén        | 13:26,4       | Mohammed Gammoudi | Ian Stewart             |
| 1976 | Montréal       | Lasse Virén        | 13:24,76      | Dick Quax         | Klaus-Peter Hildenbrand |
| 1980 | Moskva         | Miruts Yifter      | 13:20,91      | Suleiman Nyambui  | Kaarlo Maaninka         |
| 1984 | Los Angeles    | Saïd Aouita        | 13:05,59      | Markus Ryffel     | Antonio Leitao          |
| 1988 | Soul           | John Ngugi         | 13:11,70      | Dieter Baumann    | Hansjörg Kunze          |
| 1992 | Barcelona      | Dieter Baumann     | 13:12,52      | Paul Bitok        | Fita Bayisa             |
| 1996 | Atlanta        | Vénuste Niyongabo  | 13:07,96      | Paul Bitok        | Khalid Boulami          |
| 2000 | Sydney         | Million Wolde      | 13:35,49      | Ali Saidi-Sief    | Brahim Lahlafi          |
| 2004 | Atény          | Hišám Al-Karúdž    | 13:14,39      | Kenenisa Bekele   | Eliud Kipchoge          |
| 2008 | Peking         | Kenenisa Bekele    | 12:57,82 - OR | Eliud Kipchoge    | Edwin Soi               |
| 2012 | Londýn         | Mohamed Farah      | 13:41,66      | Dejen Gebremeskel | Thomas Longosiwa        |
| 2016 | Rio de Janeiro | Mohamed Farah      | 13:03,30      | Paul Chelimo      | Hagos Gebrhiwet         |
| 2020 | Tokio          | Joshua Cheptegei   | 12:58,15      | Mohammed Ahmed    | Paul Chelimo            |
| 2024 | Paříž          | Jakob Ingebrigtsen | 13:13,16      | Ronald Kwemoi     | Grant Fisher            |

## Medailové pořadí zemí
| Pořadí             | Země                                 | Zlato | Stříbro | Bronz | Celkem |
| ------------------ | ------------------------------------ | ----- | ------- | ----- | ------ |
| 1.                 | Finsko (FIN)                         | 7     | 4       | 2     | 13     |
| 2.                 | Etiopie (ETH)                        | 3     | 2       | 2     | 7      |
| 3.                 | Velká Británie (GBR)                 | 2     | 1       | 3     | 6      |
| 4.                 | Maroko (MAR)                         | 2     | 0       | 2     | 4      |
| 5.                 | Keňa (KEN)                           | 1     | 4       | 4     | 9      |
| 6.                 | Německo (GER)                        | 1     | 2       | 1     | 4      |
| 7.                 | Spojené státy americké (USA)         | 1     | 2       | 2     | 5      |
| 8.                 | Francie (FRA)                        | 1     | 2       | 0     | 3      |
| 9.                 | Československo (TCH)                 | 1     | 1       | 0     | 2      |
| 10.                | Nový Zéland (NZL)                    | 1     | 1       | 0     | 2      |
| 11.                | Tunisko (TUN)                        | 1     | 1       | 0     | 2      |
| 12.                | Belgie (BEL)                         | 1     | 0       | 0     | 1      |
| 13.                | Burundi (BDI)                        | 1     | 0       | 0     | 1      |
| 14.                | Sovětský svaz (URS)                  | 1     | 0       | 0     | 1      |
| 15.                | Uganda (UGA)                         | 1     | 0       | 0     | 1      |
| 16.                | Západní Německo (FRG)                | 0     | 1       | 1     | 2      |
| 17.                | Kanada (CAN)                         | 0     | 1       | 0     | 1      |
| 18.                | Alžírsko (ALG)                       | 0     | 1       | 0     | 1      |
| 19.                | Švýcarsko (SUI)                      | 0     | 1       | 0     | 1      |
| 20.                | Tanzanie (TAN)                       | 0     | 1       | 0     | 1      |
| 21.                | Švédsko (SWE)                        | 0     | 0       | 4     | 4      |
| 22.                | Německá demokratická republika (GDR) | 0     | 0       | 1     | 1      |
| 23.                | Nizozemsko (NED)                     | 0     | 0       | 1     | 1      |
| 24.                | Polsko (POL)                         | 0     | 0       | 1     | 1      |
| 25.                | Portugalsko (POR)                    | 0     | 0       | 1     | 1      |
| Celkem po LOH 2020 | Celkem po LOH 2020                   | 25    | 25      | 25    | 75     |

### Ženy
od roku 1996
| Rok  | Místo          | Zlato               | Výkon vítěze  | Stříbro                 | Bronz                    |
| ---- | -------------- | ------------------- | ------------- | ----------------------- | ------------------------ |
| 1996 | Atlanta        | Wang Ťün-sia        | 14:59,88      | Pauline Kongaová        | Roberta Brunetová        |
| 2000 | Sydney         | Gabriela Szabóová   | 14:40,79      | Sonia O'Sullivanová     | Gete Wamiová             |
| 2004 | Atény          | Meseret Defarová    | 14:45,65      | Isabella Ochichiová     | Tiruneš Dibabaová        |
| 2008 | Peking         | Tiruneš Dibabaová   | 15:41,40      | Meseret Defarová        | Sylvia Jebiwott Kibetová |
| 2012 | Londýn         | Meseret Defarová    | 15:04,25      | Vivian Cheruiyotová     | Tiruneš Dibabaová        |
| 2016 | Rio de Janeiro | Vivian Cheruiyotová | 14:26,17 - OR | Hellen Onsando Obiriová | Almaz Ayanaová           |
| 2020 | Tokio          | Sifan Hassanová     | 14:36,79      | Hellen Onsando Obiriová | Gudaf Tsegayová          |
| 2024 | Paříž          | Beatrice Chebetová  | 14:28,56      | Faith Kipyegonová       | Sifan Hassanová          |

## Medailové pořadí zemí
| Pořadí             | Země               | Zlato | Stříbro | Bronz | Celkem |
| ------------------ | ------------------ | ----- | ------- | ----- | ------ |
| 1.                 | Etiopie (ETH)      | 3     | 1       | 5     | 9      |
| 2.                 | Keňa (KEN)         | 2     | 6       | 1     | 9      |
| 3.                 | Nizozemsko (NED)   | 1     | 0       | 1     | 2      |
| 4.                 | Čína (CHN)         | 1     | 0       | 0     | 1      |
| 4.                 | Rumunsko (ROU)     | 1     | 0       | 0     | 1      |
| 6.                 | Irsko (IRL)        | 0     | 1       | 0     | 1      |
| 7.                 | Itálie (ITA)       | 0     | 0       | 1     | 1      |
| Celkem po LOH 2024 | Celkem po LOH 2024 | 8     | 8       | 8     | 24     |